# Медаль «В память освобождения Северной области от большевиков»
Медаль «В память освобождения Северной области от большевиков» — награда, учреждённая Временным правительством Северной области 30 июня 1919 года для военнослужащих Северной армии.

## История
В августе 1918 года на Севере России началось формирование белой армии под командованием генерала Е. К. Миллера. Летом 1919 года армия насчитывала до 25000 человек. 18 июня 1919 года Временное правительство Северной области учредило медаль «В память освобождения Северной области от большевиков». 

## Описание
Медаль изготовлена из белого металла диаметром 30 мм. на бело-синей ленте и из бронзы диаметром 30 мм. на бело-сине-красной ленте российского флага. На аверсе медали изображена Победа в виде крылатой женщины с поднятым мечом в правой руке и со щитом — в левой. Её окружают русский, английский, американский, французский, итальянский и сербский солдаты. 
На реверсе медали, сверху, изображён двуглавый орёл без короны, крылья которого распущены, в лапах венок и меч, а на груди – щит с изображением святого Георгия Победоносца. Под орлом надпись: «Медаль – в память освобождения Северной области от большевиков».
Под этой надписью также изображены союзные солдаты, окружающие белогвардейца. Награждались как белогвардейцы, так и солдаты союзных войск. 